# Municipio de Blissfield
El municipio de Blissfield (en inglés: Blissfield Township) es un municipio ubicado en el condado de Lenawee en el estado estadounidense de Míchigan. En el año 2010 tenía una población de 3973 habitantes y una densidad poblacional de 72,86 personas por km².

## Geografía
El municipio de Blissfield se encuentra ubicado en las coordenadas 41°51′20″N 83°51′31″O / 41.85556, -83.85861. Según la Oficina del Censo de los Estados Unidos, el municipio tiene una superficie total de 54.53 km², de la cual 54.08 km² corresponden a tierra firme y (0.82%) 0.45 km² es agua.

## Demografía
Según el censo de 2010, había 3973 personas residiendo en el municipio de Blissfield. La densidad de población era de 72,86 hab./km². De los 3973 habitantes, el municipio de Blissfield estaba compuesto por el 96.68% blancos, el 0.33% eran afroamericanos, el 0.43% eran amerindios, el 0.15% eran asiáticos, el 0.03% eran isleños del Pacífico, el 0.81% eran de otras razas y el 1.59% pertenecían a dos o más razas. Del total de la población el 4.83% eran hispanos o latinos de cualquier raza.